# Elecciones estatales del Sarre de 1952
La elección estatal del 30 de noviembre de 1952 fue la segunda elección en el Protectorado del Sarre, y se llevó a cabo con el propósito de elegir a los miembros del Parlamento Regional del Sarre.

## Antecedentes
Después de la elección estatal de 1947, el Partido Popular Cristiano del Sarre (CVP) y el Partido Socialdemócrata del Sarre (SPS) habían formado un gobierno de coalición. A partir de 1951, el CVP gobernó en solitario, gracias a su mayoría absoluta. Poco antes de la elección, el Partido Popular Democrático (DV) fue aprobado.

## Resultados
El CVP fue capaz de ampliar su mayoría absoluta. Por otro lado, hubo cambios políticos importantes:  El Partido Democrático de Sarre (DPS), que había sido prohibido en 1951 (debido a su controvertido y, según las autoridades sarrenses, anticonstitucional apoyo a la anexión del Sarre a Alemania), no pudo ejercer su participación. Por otro lado, el Partido Socialdemócrata de Alemania y la Unión Demócrata Cristiana de Alemania, que habían intentado participar en la elección, no fueron admitidos por el mismo motivo. Estos partidos llamaron a emitir el voto nulo, en consecuencia. De los 579.226 votos emitidos, 141.876 (24,5%) fueron nulos.
622.428 electores estaban inscritos, la participación electoral fue del 93,1%. Después de la elección, el CVP y  el SPS formaron (hasta 1954) una coalición de gobierno.
Los resultados fueron:
| Partido | Partido | Votos   | %    | Escaños |
| ------- | ------- | ------- | ---- | ------- |
|         | CVP     | 239.405 | 54,7 | 29 (+1) |
|         | SPS     | 141.872 | 32,4 | 17 (±0) |
|         | KP      | 41.404  | 7.6  | 4 (+2)  |
|         | DV      | 14.669  | 3.4  | —       |